# NGC 7018
NGC 7018 (другие обозначения — PGC 66141, ESO 529-27, MCG -4-49-15, VV 764, AM 2104-253) — эллиптическая галактика в созвездии Козерог.
Этот объект входит в число перечисленных в оригинальной редакции «Нового общего каталога».